# Flash (escalade)
Pour les articles homonymes, voir Flash.
Réussir une ascension en flash ou flasher une voie en escalade désigne le fait de réussir une ascension à la première tentative après avoir eu des informations sur cette voie. C'est-à-dire après, par exemple, avoir vu une vidéo d'une ascension, après avoir vu quelqu'un tenter une ascension ou après avoir eu des instructions pour réussir cette voie. L'ascension est considérée comme plus facile que à vue mais plus difficile que après travail.

## Ascensions notables
- En août 2012, en Afrique du Sud, Ashima Shiraishi flashe Black Demon coté V11, première ascension féminine[1]. Avec Lethal design (8A+) à Red Rocks, elle co-détient pendant un temps, avec Charlotte André et Le mur du son assis (8A+) à Bleau, le record du flash le plus difficile[2].
- La première ascension 9a+ flash a été réalisée par Adam Ondra le 10 février 2018 dans Super-Crackinette[3]. Il avait également réalisé la première ascension 9a flash  le 30 octobre 2012, avec la première répétition de Southern Smoke Direct à Red River gorge (voie initialement proposée en 5.15a/9a+ par le grimpeur américain Adam Taylor)[4].
- En novembre 2023, Brooke Raboutou réalise 2 performances : Nascondino 8A+/8B flash et Darkness 8A+ flash, en Suisse. À cette date, il s’agit probablement de la plus grosse performance féminine jamais réalisée en bloc[2].